# Lom (grad)
Lom (bugarski: Лом) je grad na sjeverozapadu Bugarske. Lom je dio Oblasti Montana, grad se smjestio na desnoj bugarskoj strani rijeke Dunava, blizu korita rijeke Lom. Lom je udaljen 162 km sjeverno od Sofije, 56 km jugoistočno od Vidina, 50 km sjeverno od Montane i 42 km zapadno od Kozloduha. Lom je druga po veličini bugarska luka na Dunavu nakon grad Rusea.

## Povijest

### Za antike i srednjeg vijeka
Na teritoriju današnjeg grada, prvo naselje osnovali su Tračani pod imenom  Artanes.  Nakon Tračana vlast su imali Rimljani koji su grad a i njegovu tvrđavu zvali  Almus, od tog imena nastalo je današnje ime grada i obližnje rijeke Lom. 
Nema nikakvih materijalnih dokaza o postojanju nekog većeg naselja na području grada u vrijeme srednjeg vijeka. Tako je bilo sve do pada ovih krajeva pod otomansko carstvo, tada je naselje naraslo, ali je ipak ostalo u sjeni većih obližnjih gradova uz obalu Dunava; Vidina,  Nikopola i Silistre. Pretpostavlja se da su Kara Mustafa i beg Murat koji su sudjelovali u turskom porazu kod Beča 1683. godine, osnovali tursko selo 1695. godine, i koji su se nakon toga jednostavno spustili brodovima do Loma.

### Za otomanske vlasti i bugarskog nacionalnog preporoda
Ime grada Lom Palanka prvi put je zabilježeno za otomanske vlasti 1704. Godine 1798. Lom je trpio velike štete od učestalih hajdučkih provala u grad. Kako je rastao promet brodovima na Dunavu, osobito nakon 1830. godine, važnost grada je rasla. Izgradnja ceste za Sofiju doprinijela je rastu grada, jer je time Lom postao glavna izvozna luka za Beč i ostalu Austriju. Tako je 1869. godine u Lomu bilo 120 trgovina, 148 trgovačkih ureda, 175 trgovina hranom, 34 kavana, 6 hotela i 2 mlina. Grad se razvijao oko tvrđave na brdu zvane po turskom Kale, u koju se moglo ući kroz troja vrata (turski kapiji): Vidinska, Belogradčiska, Sofijska. Trgovci iz Loma nudili su svoju robu po svim većim sajmovima u regiji a i izvan nje. Tako je 1880. godine Lom imao već 7 500 stanovnika.
Godine 1856. u Lomu je otvorena prva mjesna zajednica u Bugarskoj, koja je imala veliki značaj u bugarskom nacionalnom preporodu.
Prvo žensko društvo u Bugarskoj osnovano je u Lomu 1858., u Lomu je izvedena i jedna od prvih kazališnih predstava na bugarskom jeziku - Krastju Pišurka.
Sve do kraja Drugog svjetskog rata, trgovina je bila glavna grana gospodarstva grada. Nakon 1944. godine stala se razvijati industrija, podignuta je tvornica šećera, tvornica slatkiša, mlinovi. Lom je postao luka jugozapadne Bugarske.

## Znamenitosti grada
- Plaža (bugarski: Плажа) - 500 m dugo pješčano kupalište na obali Dunava, udaljena 3 km od centra grada.
- Gradski povijesni muzej, smješten u zgradi stare gradske vijećnice.
- Ostatci antičke tvrđave- Almus
- Postojanstvo, najstarija mjesna zajednica u Bugarskoj
- Zgrada bivše učiteljske škole
- Crkva Boruna
- Spomenik Vojvodi Ceku (1807. – 1881.),  borcu za oslobođenje Srbije kojeg je Srpska vlada proglasila vojvodom.

## Vanjske poveznice
- Službene stranice grada